# Liste der Monuments historiques in Villers-en-Cauchies
Die Liste der Monuments historiques in Villers-en-Cauchies führt die Monuments historiques in der französischen Gemeinde Villers-en-Cauchies auf.

## Liste der Objekte
| Bezeichnung | Beschreibung                | Standort                       | Kennzeichnung | Schutzstatus | Datum | Bild |
| ----------- | --------------------------- | ------------------------------ | ------------- | ------------ | ----- | ---- |
| Kanzel      | Eichenholz, 17. Jahrhundert | in der Kirche St-Martin (Lage) | PM59006662    | Inscrit      | 1996  |      |